# Mistrzostwa Ameryki Południowej w Lekkoatletyce 2017
50. Mistrzostwa Ameryki Południowej w Lekkoatletyce – zawody lekkoatletyczne, które odbyły się od 23 do 25 czerwca 2017 w Asunción.

## Rezultaty

### Mężczyźni
| Konkurencja:                  | 1. miejsce                                                                                        | Rezultat     | 2. miejsce                                                                    | Rezultat      | 3. miejsce                                                                           | Rezultat     |
| Bieg na 100 m                 | Diego Palomeque                                                                                   | 10,11 NR     | Bruno de Barros                                                               | 10,22         | Felipe dos Santos                                                                    | 10,29        |
| Bieg na 200 m                 | Bernardo Baloyes                                                                                  | 20,36w       | Álvaro Cassiani                                                               | 20,90w        | Virjilio Griggs                                                                      | 21,11w       |
| Bieg na 400 m                 | Winston George                                                                                    | 45,42        | Jhon Perlaza                                                                  | 45,77         | Yilmar Andrés Herrera                                                                | 46,02        |
| Bieg na 800 m                 | Leandro Paris                                                                                     | 1:49,82      | Lutimar Paes                                                                  | 1:50,27       | Jonathan Bolados                                                                     | 1:50,30      |
| Bieg na 1500 m                | Federico Bruno                                                                                    | 3:45,28      | Carlos Díaz                                                                   | 3:45,69       | Carlos Andrés San Martín                                                             | 3:49,99      |
| Bieg na 5000 m                | Víctor Aravena                                                                                    | 13:57,45     | Éderson Pereira                                                               | 13:59,20      | Ivan González                                                                        | 14:15,76     |
| Bieg na 10 000 m              | Byron Piedra                                                                                      | 29:03,73     | Luis Ostos                                                                    | 29:06,74      | Miguel Amador                                                                        | 29:35,17     |
| Bieg na 3000 m z przeszkodami | José Gregorio Peña                                                                                | 8:45,93      | Gerard Giraldo                                                                | 8:51,59       | Mario Bazán                                                                          | 8:51,97      |
| Bieg na 110 m przez płotki    | Eduardo de Deus                                                                                   | 13,42w       | Éder Antônio Souza                                                            | 13,49w        | Javier McFarlane                                                                     | 13,76w       |
| Bieg na 400 m przez płotki    | Guillermo Ruggeri                                                                                 | 49,72 NR     | Albert Bravo                                                                  | 50,36         | Alfredo Emilio Sepúlveda                                                             | 50,37        |
| Sztafeta 4 x 100 m            | Brazylia · Flavio Gustavo Barbosa · Aldemir da Silva Junior · Bruno de Barros · Felipe dos Santos | 39,47        | Kolumbia · Deivis Diaz · Diego Palomeque · Bernardo Baloyes · Johnny Rentería | 39,67         | Wenezuela · Yeiker Mendoza · Arturo Ramírez · Álvaro Cassiani · Jesús Rafael Vásquez | 39,74        |
| Sztafeta 4 x 400 m            | Kolumbia · Diego Palomeque · John Alexander Solís · Yilmar Andrés Herrera · Jhon Perlaza          | 3:05,02      | Brazylia · Bruno de Barros · Alexander Ruso · Hugo Souza · Lucas Cravalho     | 3:07,32       | Wenezuela · Albert Bravo · Alberto Aguilar · Kelvis Padrino · Omar Longart           | 3:07,74      |
| Chód na 20 000 m              | Mauricio Arteaga                                                                                  | 1:24:40.0h   | John Alexander Castañeda                                                      | 1:25:04.5h PB | César Augusto Rodríguez                                                              | 1:25:58.3h   |
| Skok wzwyż                    | Eure Yáñez                                                                                        | 2,31 NR      | Talles Frederico Silva                                                        | 2,28          | Fernando Ferreira                                                                    | 2,19         |
| Skok o tyczce                 | Germán Chiaraviglio                                                                               | 5,60         | Walter Viáfara                                                                | 5,10          | Rubén Benítez                                                                        | 5,00         |
| Skok w dal                    | Paulo Sergio Oliveira                                                                             | 7,93w        | Emiliano Lasa                                                                 | 7,89          | Daniel Pineda                                                                        | 7,87w        |
| Trójskok                      | Miguel van Assen                                                                                  | 16,94 PB     | Mateus Daniel de Sá                                                           | 16,70w        | Eduardo Andrés Landeta                                                               | 16,30w       |
| Pchnięcie kulą                | Darlan Romani                                                                                     | 21,02        | Willian Venancio                                                              | 19,95         | Germán Lauro                                                                         | 19,91        |
| Rzut dyskiem                  | Mauricio Ortega                                                                                   | 63,82        | Germán Lauro                                                                  | 61,70         | Douglas dos Reis                                                                     | 58,83 PB     |
| Rzut młotem                   | Wagner Domingos                                                                                   | 73,79        | Humberto Mansilla                                                             | 73,16         | Allan Wolski                                                                         | 71,38        |
| Rzut oszczepem                | Braian Toledo                                                                                     | 79,93        | Arley Ibargüen                                                                | 75,97         | Víctor Fatecha                                                                       | 74,57        |
| Dziesięciobój                 | Jefferson dos Santos                                                                              | 8187 pkt. PB | Georni Jaramillo                                                              | 8126 pkt. PB  | José Gregorio Lemus                                                                  | 7572 pkt. PB |

### Kobiety
| Konkurencja:                  | 1. miejsce                                                                                   | Rezultat      | 2. miejsce                                                                          | Rezultat      | 3. miejsce                                                                         | Rezultat      |
| Bieg na 100 m                 | Ángela Tenorio                                                                               | 11,02w        | Ana Cláudia Silva                                                                   | 11,12w        | Andrea Purica                                                                      | 11,18w        |
| Bieg na 200 m                 | Vitoria Cristina Rosa                                                                        | 22,67w        | Ángela Tenorio                                                                      | 22,90w        | Nediam Vargas                                                                      | 22,95w        |
| Bieg na 400 m                 | Geisa Coutinho                                                                               | 52,03         | Yennifer Padilla                                                                    | 52,68         | Maitte Torres                                                                      | 53,99         |
| Bieg na 800 m                 | Johana Patricia Arrieta                                                                      | 2:06,36       | Andrea Calderón                                                                     | 2:07,25 PB    | Déborah Rodríguez                                                                  | 2:07,41       |
| Bieg na 1500 m                | Muriel Coneo                                                                                 | 4:16,46       | Rosibel García                                                                      | 4:21,81       | Zulema Arenas                                                                      | 4:23,37       |
| Bieg na 5000 m                | Muriel Coneo                                                                                 | 16:16,64      | Belén Casetta                                                                       | 16:26,32      | Ángela Figueroa                                                                    | 16:30,59      |
| Bieg na 10 000 m              | Carmen Patricia Martínez                                                                     | 34:08,28      | Clara Canchanya                                                                     | 35:01,47      | Jovana de la Cruz                                                                  | 35:06,24      |
| Bieg na 3000 m z przeszkodami | Belén Casetta                                                                                | 9:51,40       | Zulema Arenas                                                                       | 10:09,20      | Tatiane Raquel da Silva                                                            | 10:34,23      |
| Bieg na 100 m przez płotki    | Fabiana dos Santos                                                                           | 12,86w        | Génesis Romero                                                                      | 13,16w        | Melissa Gonzalez                                                                   | 13,42w        |
| Bieg na 400 m przez płotki    | Gianna Woodruff                                                                              | 56,04         | Melissa Gonzalez                                                                    | 56,29         | Fiorella Chiappe                                                                   | 57,02 PB      |
| Sztafeta 4 x 100 m            | Brazylia · Franciela Krasucki · Ana Cláudia Silva · Vitoria Cristina Rosa · Rosângela Santos | 43,12         | Kolumbia · Maderly Alcázar · Yennifer Padilla · Darlenis Obregón · Eliecet Palacios | 44,50         | Ekwador · Yuliana Angúlo · Narcisa Landázuri · Romina Cifuentes · Ángela Tenorio   | 44,53         |
| Sztafeta 4 x 400 m            | Brazylia · Jailma de Lima · Jéssica Roberti da Silva · Jessica dos Santos · Geisa Coutinho   | 3:33,00       | Kolumbia · Eliana Chávez · Rosangélica Escobar · Astrid Balanta · Yennifer Padilla  | 3:33,92       | Chile · Martina Weil · Carmen Mansilla · Fernanda Mackenna · María José Echeverría | 3:40,00       |
| Chód na 20 000 m              | Paola Pérez                                                                                  | 1:32:26.0h PB | Angela Castro                                                                       | 1:32:35.2h PB | Johana Ordóñez                                                                     | 1:38:13.3h PB |
| Skok wzwyż                    | María Fernanda Murillo                                                                       | 1,82          | Lorena Aires                                                                        | 1,82 PB       | Julia Cristina Silva                                                               | 1,79          |
| Skok o tyczce                 | Robeilys Peinado                                                                             | 4,50          | Joana Costa                                                                         | 4,20          | Valeria Chiaraviglio                                                               | 4,15          |
| Skok w dal                    | Eliane Martins                                                                               | 6,51w         | Macarena Reyes                                                                      | 6,51w         | Johanmy Luque                                                                      | 6,47w         |
| Trójskok                      | Núbia Soares                                                                                 | 14,42w        | Yulimar Rojas                                                                       | 14,36         | Yosiri Urrutia                                                                     | 13,64w        |
| Pchnięcie kulą                | Geísa Arcanjo                                                                                | 18,06         | Sandra Lemus                                                                        | 17,30         | Livia Avancini                                                                     | 16,75         |
| Rzut dyskiem                  | Andressa de Morais                                                                           | 64,68 AR      | Fernanda Raquel Martins                                                             | 60,80         | Karen Gallardo                                                                     | 59,73         |
| Rzut młotem                   | Mariana Grasielly Marcelino                                                                  | 66,83         | Jennifer Dahlgren                                                                   | 66,17         | Johana Moreno                                                                      | 63,09         |
| Rzut oszczepem                | Flor Ruíz                                                                                    | 61,91         | Laila e Silva                                                                       | 58,50         | Laura Paredes                                                                      | 54,86 PB      |
| Siedmiobój                    | Tamara de Sousa                                                                              | 5667 pkt.     | Javiera Brahm                                                                       | 5168 pkt. PB  | Martina Corra                                                                      | 5026 pkt.     |

## Rekordy
Podczas mistrzostw ustanowiono 6 krajowych rekordów w kategorii seniorów:
| Zawodnik                | Reprezentacja | Konkurencja                     | Rezultat   |
| ----------------------- | ------------- | ------------------------------- | ---------- |
| Diego Palomeque         | Kolumbia      | bieg na 100 metrów              | 10,11      |
| Eure Yáñez              | Wenezuela     | skok wzwyż                      | 2,31       |
| Yassir Cabrera          | Panama        | chód na 20 000 metrów           | 1:31:10.2h |
| Cecilia Gomez           | Boliwia       | bieg na 400 metrów              | 54,37      |
| Fátima Denisse Amarilla | Paragwaj      | bieg na 400 metrów przez płotki | 61,89      |
| Andressa de Morais      | Brazylia      | rzut dyskiem                    | 64,68      |